# Robert Jocelyn (3e comte de Roden)
Jocelyn Robert (27 octobre 1788 – 20 mars 1870) est un homme politique Irlandais Tory et partisan des causes Protestantes.

## Éducation
Il est le fils de Robert Jocelyn (2e comte de Roden), et de sa première épouse Frances Théodosia, la fille du révérend Robert Bligh, doyen de la faculté de Elphin,.

## Carrière politique
Ardent conservateur, Jocelyn est Membre du Parlement pour le comté de Louth de 1806 à 1807, et de 1810 à 1820, lorsqu'il succède à son père dans le comté. En mars 1812, il est admis au Conseil Privé et nommé Trésorier dans l'administration de Spencer Perceval, un poste qu'il conserve lorsque Lord Liverpool est devenu Premier Ministre en juin 1812, après l'Assassinat de Spencer Perceval. En juillet 1812, il est fait Vice-Chambellan de la maison, poste qu'il occupe jusqu'à la chute du gouvernement Liverpool en 1827.
En 1821, il est créé baron Clanbrassil, de Hyde Hall, dans le comté de Hertford et Dundalk, dans le comté de Louth, dans la Pairie du Royaume-Uni, qui lui donne droit à un siège à la Chambre des lords. La même année, le 20 août 1821, il est également nommé Chevalier de l'Ordre de Saint-Patrick. En 1858, il est admis au Conseil privé d'Irlande.

## Partisan des causes Protestantes
Il est surtout connu pour son fort soutien aux Protestants dans le nord de l'Irlande et ailleurs. Il appuie les sociétés religieuses telles que la Société de la bible Hibernian, la société de l'École du dimanche, l'Alliance Évangélique et la société des orphelins Protestants, et a également mené le service dans la chapelle privée à Tullymore Parc, Castlewellan, dans le Comté de Down, sa résidence en Irlande. Il est un chef de file important dans l'Ordre d'Orange, en devenant Grand Maître.
Toutefois, en 1849, il orend part à un affrontement entre Orangistes et Catholiques au Dolly's Brae, près de Castlewellan, dans laquelle plusieurs personnes ont été tuées après qu'il avait invité les Orangistes à "faire leur devoir, en tant que fidèles Protestants". Une commission est mise en place afin d'examiner l'événement, et critique sévèrement Roden pour sa conduite. Il est démis de ses fonctions de membre de la Commission de la Paix.

## La famille
Il est marié deux fois. Il épouse d'abord Maria Frances Catherine, fille de Thomas Stapleton, 16e baron le Despencer, le 9 janvier 1813. Ils ont trois fils et trois filles. Son fils aîné, Robert Jocelyn (vicomte Jocelyn), est aussi un homme politique, mais il est décédé avant son père. Après le décès de sa première épouse, le 25 février 1861, il épouse Clémentine Janet, fille de Thomas Andrews, de Greenknowes, et la veuve du capitaine Robert Lushington Reilly, de Scarva, dans le Comté de Down, le 16 août 1862. Ils n'ont pas d'enfants. Il a vécu à Édimbourg, en Écosse, pour améliorer sa santé. Il y est mort en mars 1870, à l'âge de 81 ans, et est remplacé dans le comté par son petit-fils, Robert Jocelyn (4e comte de Roden), le fils du vicomte de Jocelyn. La comtesse de Roden est décédée le 9 juillet 1903.